# Ołeksandr Hasyn
Ołeksandr (Ołeksa) Hasyn (ukr. Олександр Гасин, ps. Łycar, Suk, Tur, Dor, Czarnota (ur. 8 lipca 1907 w Koniuchowie, zm. 31 stycznia 1949 we Lwowie) – ukraiński wojskowy, pułkownik Ukraińskiej Powstańczej Armii.
Pochodził z rodziny chłopskiej, ukończył gimnazjum w Stryju w 1928 roku, następnie Politechnikę Lwowską i szkołę podchorążych w Wojsku Polskim. Dowodził kureniem Płastu, był członkiem Ukraińskiej Organizacji Wojskowej i Organizacji Ukraińskich Nacjonalistów.
W latach trzydziestych kilkakrotnie więziony przez władze polskie, w latach 1934–1935 przebywał w Miejscu Odosobnienia w Berezie Kartuskiej. W latach 1935–1936 referent organizacyjny i wojskowy Krajowej Egzekutywy OUN na ziemie zachodnie. W latach 1940–1941, oraz od roku 1947 członek Prowodu OUN(b).
Pełnił funkcję zastępcy szefa Sztabu Głównego UPA w latach 1943–1945, w latach 1946–1949 szef sztabu UPA, w roku 1948 awansował do stopnia pułkownika.
Wraz z Jewhenem Konowalcem wydał Podręcznik wojskowy.
Zginął niedaleko Poczty Głównej we Lwowie, ostrzeliwując się agentom MGB.